# Alpinia menghaiensis
Alpinia menghaiensis är en enhjärtbladig växtart som beskrevs av Shao Quan Tong och Y.M.Xia. Alpinia menghaiensis ingår i släktet Alpinia och familjen Zingiberaceae. Inga underarter finns listade i Catalogue of Life.